# تارناوا، سیبیو
تارناوا، سیبیو (به لاتین: Târnava, Sibiu) یک روستا در رومانی است که در شهرستان سیبیو واقع شده‌است.

## خصوصیات
تارناوا ۲٬۷۷۹ نفر جمعیت دارد.